# Saint-Sorlin-de-Vienne
Saint-Sorlin-de-Vienne is een gemeente in het Franse departement Isère (regio Auvergne-Rhône-Alpes). De plaats maakt deel uit van het arrondissement Vienne. Saint-Sorlin-de-Vienne telde op 1 januari 2022 967 inwoners. 

## Geografie
De oppervlakte van Saint-Sorlin-de-Vienne bedroeg op 1 januari 2022 9,94 vierkante kilometer; de bevolkingsdichtheid was toen 97,3 inwoners per km².

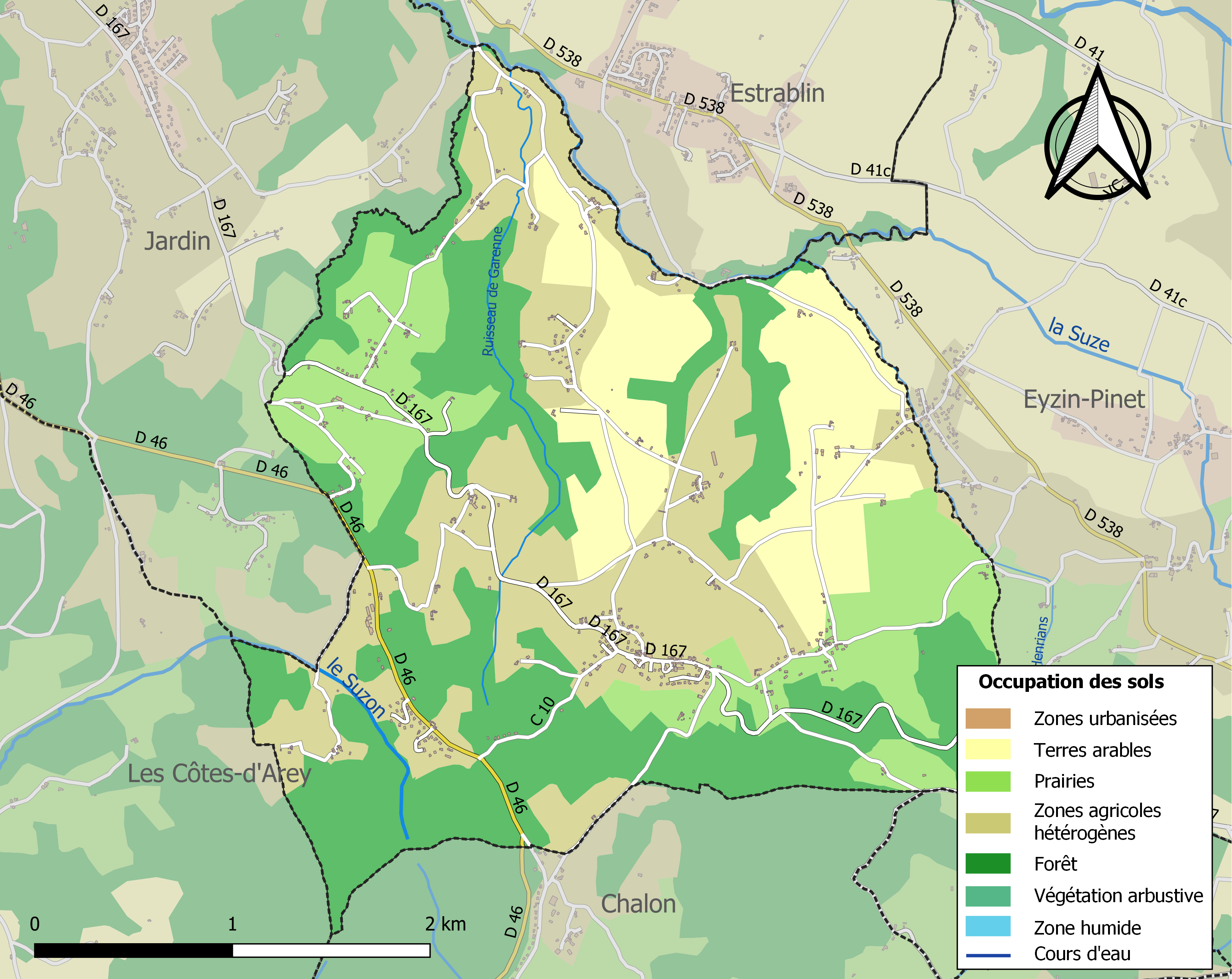
Kaart van de gemeente met de belangrijkste infrastructuur, bodemgebruik en omliggende gemeenten

## Demografie
Onderstaande figuur toont het verloop van het inwonertal (bron: INSEE-tellingen).